# Girl from Rio (canción)
«Girl from Rio» (en español, «Chica de Río») es una canción de la cantante brasileña Anitta de su quinto álbum de estudio  Girl From Rio (2020). Fue lanzada como el segundo sencillo del álbum a través de Warner Records el 29 de abril de 2021. Es una canción sobre la cultura brasileña y la propia vida de la cantante. Adempas, interpola «Garota de Ipanema» de Vinicius de Moraes y Tom Jobim. Una remezcla de la canción con el rapero estadounidense DaBaby se lanzó el 21 de mayo de 2021 y se envió a las estaciones de radio de los Estados Unidos y Europa el 25 de mayo.

## Antecedentes y composición
El 30 de marzo de 2021, Anitta comenzó a publicar contenido en su cuenta de Instagram haciendo referencia al lanzamiento de la canción como fotos en blanco y negro de la ciudad de Río de Janeiro en las décadas de 1960 y 1970, así como contenidos triviales sobre grabaciones de la canción «Garota de Ipanema», un clásico de la bossa nova compuesto por Vinícius de Moraes y Tom Jobim en las voces de Astrud Gilberto, Frank Sinatra, Amy Winehouse y Ella Fitzgerald, y fotos de mujeres cariocas anónimas y personajes famosos, como las actrices Taís Araújo , Carolina Dieckmann y Fernanda Montenegro; de la cantante Fernanda Abreu; modelos Roberta Close y Helô Pinheiro (que inspiró la música de Moraes y Jobim); de las atletas gemelas Bia y Branca Feres; y la fallecida política y activista Marielle Franco.
La canción interpola el clásico de bossa nova de Vinicius de Moraes y Tom Jobim «Garota de Ipanema». Según Anitta, mientras trabajaba en un primer borrador de «Girl from Rio», los productores Stargate sugirieron usar un sample de «Garota de Ipanema» en la canción. Inmediatamente accedió a la idea, sin embargo, dijo que no era fácil adquirir los derechos de uso de la muestra, por lo que tuvo que intervenir ella misma. Anitta afirma haber contactado a las respectivas familias de Jobim y Moraes para explicar sus intenciones con el uso de la muestra; finalmente se le permitió usar la muestra en «Girl from Rio», pero tuvo que renunciar por completo a los derechos de publicación de la canción.
A pesar de cantar en inglés en la canción, Anitta considera a «Girl from Rio» uno de sus trabajos más personales, ya que su objetivo es reunir la mayor cantidad posible de la cultura brasileña y sus propias experiencias de vida. Mientras estaba en un estudio grabando la canción, Anitta recibió un mensaje de texto que contenía un enlace a una historia en un periódico brasileño en el que se había publicado que había rumores de que tenía un medio hermano. Esto llevó a los productores Stargate a sugerir a Anitta que incluyera un verso en la canción comentando sobre su medio hermano recién descubierto.
Una remezcla con el rapero estadounidense DaBaby fue lanzado el 21 de mayo de 2021.

## Video musical
El videoclip de «Girl from Rio» fue filmado en Piscinão de Ramos, un área de ocio en Río de Janeiro, y también en un estudio donde se reprodujo la playa de Ipanema. El video dirigido por Giovanni Bianco fue lanzado simultáneamente con la canción.
El video intercala desde escenas de Anitta y su familia divirtiéndose en Piscinão de Ramos hasta imágenes de estudio de Anitta como una glamorosa pelirroja con imágenes coloridas y antiguas en un Ipanema recreado de la década de 1960. Las imágenes clásicas de Anitta en el video se inspiraron en la serie de televisión de la década de 2020 Ratched y el personaje de Sarah Paulson, Enfermera Ratched, así como en la estética general de la década de 1960. Las actuaciones de Carmen Miranda también se mencionaron como inspiración para la estética del video.

### Versión de la remezcla
El video musical de la remezcla con DaBaby fue lanzado el 28 de mayo de 2021 y fue dirigido por Giovanni Bianco.

## Presentaciones en vivo
Anitta interpretó la canción por primera vez el 2 de mayo de 2021 en Fantástico. Al día siguiente, cantó la canción en Today. El 5 de mayo cantó la canción en Jimmy Kimmel Live!, y el 9 de mayo la cantó en Ellas y Su Música. Anitta también interpretó la canción en los MTV Video Music Awards 2021 como parte de un anuncio de Burger King.

## Posicionamiento en listas
| Listas (2021)                                                | Mejor posición |
| ------------------------------------------------------------ | -------------- |
| Argentina (Billboard Argentina Hot 100) (Remezcla de DaBaby) | 93             |
| Brasil (Top 100 Airplay)                                     | 11             |
| Canadá (Billboard Canada CHR/Top 40) (Remezcla de DaBaby)    | 35             |
| Chile (Monitor Latino)                                       | 13             |
| Estados Unidos (Billboard Mainstream Top 40)                 | 29             |
| Estados Unidos (Billboard Rhythmic)                          | 34             |
| Estados Unidos (Billboard Rhythmic) (Remezcla de DaBaby)     | 28             |
| México (Billboard Mexico Airplay) (Remezcla de DaBaby)       | 13             |
| Mundo (Billboard Global 200)                                 | 164            |
| Portugal (AFP)                                               | 40             |

| Listas (2021)             | Mejor posición |
| ------------------------- | -------------- |
| Brasil (Top 10 Streaming) | 17             |

| Listas (2021)              | Mejor posición |
| -------------------------- | -------------- |
| Brasil (Top 200 Streaming) | 169            |

## Certificaciones
| País   | Organismo certificador | Certificación | Ventas certificadas | Ref.   |
| ------ | ---------------------- | ------------- | ------------------- | ------ |
| Brasil | Pro-Música Brasil      | Diamante      | 160 000             | [ 31 ] |